# レンタルクロちゃん
『レンタルクロちゃん』は、2020年から中国放送で放送されている、広島出身のクロちゃんが地元・広島で好感度アップするためお手伝いする広島ローカルテレビ旅番組。クロちゃん初の広島ローカル冠番組。2025年1月現在、シーズン19。TVerで見逃し配信されている。

## 出演者
- クロちゃん

※ 自由気ままな旅をするクロちゃんに現場でディレクター（演出）が毎回のように容赦ないツッコミをいれる。また、撮影スタッフが映ることがある。
ゲスト
- 別冊ふクロとじ ジムビームハイボールからレンタルされちゃった！回
  - KAYLLY（ダンサー）
  - HIPPY（シンガーソングライター）

※ クロちゃんと3人でオリジナルCM曲を制作。
- 松本圭世（シーズン18）

レンクロガールズ
- しーたん（いわき平競輪場）シーズン5・シーズン9
- みなみん（SBS静岡放送）シーズン7
- リカちゃん（itvあいテレビ）シーズン8
- ともちゃん（tbc東北放送編成部）シーズン9
- かんちる（西武園競輪場）シーズン10
- 凛ちゃん（平塚競輪場）シーズン11
- 和田ちゃん（RKB毎日放送）シーズン12
- 秋葉ちゃん（MBC南日本放送）シーズン13
- 綱田ちゃん（MBS毎日放送）シーズン14
- 飯塚オート5代目勝利の女神 RUKA（飯塚オート）シーズン17・18

## シーズン
- ネット配信版シーズン1（2020年1月31日配信 - 6月19日配信 全21回）RCC PLAY!限定コーナー 金曜配信
- シーズン1（2020年7月9日放送 - 8月20日放送 全7回）世界遺産 原爆ドームからレンタサイクルで宮島を目指を目指す旅
- シーズン2（2020年10月1日放送 - 12月17日放送 全12回）竹原市でお手伝い旅
- シーズン3（2020年12月24日放送 - 2021年3月4日放送 全10回）シーズン1最終回地点である広島市内の天満川ほとりからレンタサイクルで宮島を目指す旅
- シーズン4（2021年4月22日放送 - 7月22日放送 全14回）宮島口から出発し宮島旅
  - 別冊ふクロとじ（シーズン4 第12回：2021年7月8日 - シーズン5 第1回：2021年7月29日 全4回）
- シーズン5（2021年7月29日放送 - 10月15日放送）広島県外遠征。福島県いわき市。いわき平競輪場。
- シーズン6（2021年10月23日放送 - 12月2日放送）広島県外遠征。福岡県小倉市。小倉競輪場。
- シーズン7（2021年12月9日放送 - 2022年3月17日放送）広島県外遠征。静岡県。静岡競輪場。
- シーズン8（2022年3月25日放送 - 4月15日放送）広島県および広島県外遠征。「地元でやっておきたい5～6のコト」。
- シーズン9（2022年4月22日放送 - 7月22日放送）広島県外遠征。福島県いわき市を再訪。しーたんと再会。宮城県仙台市訪問。
- シーズン10（2022年7月28日放送 - 2022年11月3日放送）広島県外遠征。西武園競輪場→長野
- シーズン11（2022年11月10日放送 - 2022年12月22日放送）広島県外遠征。平塚競輪場。
- シーズン12（2023年1月5日放送 - 2023年3月9日放送）広島県外遠征。福岡。
- カープ沖縄キャンプでワワワワワァ（2023年3月放送）
- シーズン13（2023年3月放送 - 5月放送）広島県外遠征。鹿児島。
- シーズン14（2023年6月放送 - ）広島県外遠征。岸和田競輪場、大阪・京都・滋賀。
- シーズン15（2023年9月放送 - ）広島県外遠征。山陰。
- シーズン16（2023年12月放送 - ）広島県外遠征。北海道。
- シーズン17（2024年4月放送 - ）広島県外遠征。福岡・山口。
- シーズン18（2024年8月放送 - ）広島県外遠征。福岡・大分。
- シーズン19（2024年11月放送 - ）広島県外遠征。富山。

## 総集編
- 宮島に向けて出発したシーズン1から宮島に到着したシーズン4までを再編集し2回に分けて放送。
  - ひろしま世界遺産お手伝い旅〜平和公園出発の巻〜（2021年12月30日 2：00 - 5：18（29日深夜））
  - ひろしま世界遺産お手伝い旅〜宮島ゴールの巻〜（2021年12月31日 2：50 - 4：54（30日深夜））
- 福岡旅（2023年12月30日 0：57 - 3：14）
- 沖縄旅（2024年1月2日 3：20 - 4：35）
- 鹿児島旅（2024年1月3日 2：02 - 4：35）
- 関西新三都物語（2024年1月4日 1：34 - 4：34）

## エピソード
- 撮影ロケは2019年12月24日から始まった[1]。
- 宮島で訪れたもみじ饅頭製造販売の店でコラボすることになり、クロちゃんプロデュースもみじ饅頭が100個限定で販売された[2][3][4]。
- レンタルクロちゃんを見逃し配信しているTVer本社を訪れた[5]。
- サントリーからレンタルオファーがありジム・ビーム（JIM BEAM）の広島ローカルCMを撮ることになりクロちゃんがCM監督を務めることになった[6]。CMのためにKAYLLYとHIPPYと3人でオリジナル曲をつくった。

## スタッフ
- 題字：クロちゃん
- ナレーター：Occhy、國森桜（劇団4ドル50セント、シーズン16より）
- 撮影：湯面景
- 音声：野平信之、石原泰鵬、前田偉希
- 編集：越智和寛
- MA：原田岳司、平岡佑大、平佐英嗣
- ディレクター：佐々原杏美・三野安也香（シーズン1のみ）
- 演出・プロデューサー：上田健大（シーズン1は総合演出・プロデューサー）
- 制作協力：RCCフロンティア
- 製作著作：RCC

## ネット局
| 放送対象地域   | 放送局             | 系列    | 放送時間                                                                  | ネット状況 | 備考                                                                                              |
| -------------- | ------------------ | ------- | ------------------------------------------------------------------------- | ---------- | ------------------------------------------------------------------------------------------------- |
| 広島県         | 中国放送（RCC）    | TBS系列 | 金曜 0:55 - 1:09（木曜深夜）                                              | 制作局     | 制作局                                                                                            |
| 宮城県         | 東北放送（tbc）    | TBS系列 | 火・水・金曜 0:40 - 0:55（月・火・木曜深夜） 火曜 1:00 - 1:30（月曜深夜） | 遅れネット | 2021年10月12日（11日深夜） - 12月17日（16日深夜） 2022年8月23日（22日深夜） - 9月20日（19日深夜） |
| 愛媛県         | あいテレビ（itv）  | TBS系列 | 火曜 0:40 - 0:55（月曜深夜）                                              | 遅れネット | 2021年10月12日（11日深夜） -                                                                      |
| 静岡県         | 静岡放送（SBS）    | TBS系列 | 木曜 0:46 - 1:01（水曜深夜）                                              | 遅れネット | 2022年1月20日（19日深夜） -                                                                       |
| 岡山県・香川県 | RSK山陽放送（RSK） | TBS系列 | 水・木曜 0:40 - 0:55（火・水曜深夜）                                      | 遅れネット | 2022年10月12日（11日深夜） -                                                                      |

- テレビユー福島（TUF）2021年8月14日 15時15分 - 16時 シーズン5
レギュラー放送は2022年4月24日 1時28分より放送開始